# Tekstil'ščiki (Mosca)
Il quartiere Tekstil'ščiki (in russo Район Текстильщики?, "tessitori") è un quartiere di Mosca sito nel Distretto Sud-orientale.
Nel territorio oggi occupato dal quartiere sorgevano le località di Grajvoronovo e Sadki, nel 1381 vi era già anche il monastero di San Nicola-Ugrešskij, luogo di pellegrinaggio dei cittadini credenti.
Tra la fine degli anni 1920 e i primi anni 1930, non lontano dalla fermata del treno Česmenskaja (dal 1925, Tekstil'ščiki) nasce nell'area la "città tessile", ove risiedevano gli operai impiegati nelle fabbriche dell'area (mulino, cotonificio, tessitura, stampa) costruita sulle aree in precedenza occupate dalla caserma in funzione fino alla metà del XIX secolo.
Incluso nell'area della città nel 1960 all'interno del quartiere Ždanovskij, il quartiere subisce una consistente urbanizzazione residenziale. Nel 1969 la parte a sua del viale Volgogradksij viene unita al quartiere Ljublinskij. L'attuale quartiere è stato definito con la riforma del 1991.
Nel territorio del quartiere sorge il Parco Ljublino, facente parte del complesso ricreativo Kuzminki-Ljublino.